# ケイラ・クリベージ
ケイラ・クリベージ（Kayla Kleevage、 1965年4月20日 - ）は、アメリカ合衆国のポルノ女優。ウィスコンシン州出身。

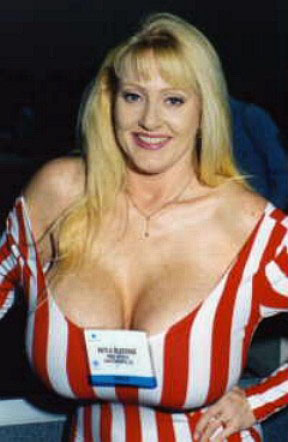
ケイラ・クリベージ